# Реальные упыри
«Реальные упыри» (англ. What We Do in the Shadows) — новозеландско-американский псевдодокументальный фильм 2014 года, снятый Тайкой Вайтити и Джемейном Клементом по собственному сценарию, написанному за 6 лет. Фильм был показан в январе 2014 года на фестивале Сандэнс.
История небольшой группы вампиров, живущих в современном мире, которые согласились на съёмку документального фильма в преддверии большого бала нечисти.
Фильм основан на короткометражном фильме «What We Do In The Shadows: Interviews With Some Vampires», снятом в 2005 году Вайтити и Клементом.

## Сюжет
Виаго, Владислав, Дикон и Петир — вампиры, живущие в Веллингтоне. Хотя Виаго, Владиславу и Дикону по несколько сотен лет, они сохраняют человеческий облик, в то время как Петир, которому 8000 лет, похож на вампира из «Носферату». Судя по картинам, портретам, гравюрам, они проживали во многих европейских и азиатских странах, участвовали в войнах, снимались в немых фильмах. Владислав является бывшим господарем Валахии Владом III Цепешем, он любит различные пытки (за что получил прозвище «Владислав тыкающий»), еще умеет превращаться в животных, но не до конца (это объясняет изображения животных с человеческими лицами). Дикон был обращен в вампира Петиром, во время Второй мировой войны состоял в рядах тайной вампирской армии Гитлера, но после поражения Нацистской Германии скрылся и переехал в Новую Зеландию. А Виаго переехал из-за любви к девушке Катрин, но из-за безалаберности своего слуги прибыл в другую страну и добрался в Новую Зеландию через несколько лет, когда Катрин уже была замужем.
По ночам Виаго, Владислав и Дикон бродят по улицам Веллингтона в поисках жертв, иногда пытаясь напугать их червяками в еде, как делали вампиры из фильма «Пропащие ребята». Поскольку днем им приходится скрываться от солнечного света, они так и не адаптировались к жизни в XXI веке. У Дикона есть прислуга Джеки, которая выполняет его поручения в обмен на обещание когда-нибудь превратить её в вампира. Джеки приводит своего бывшего парня Ника к вампирам, чтобы они выпили его кровь. Он пытается сбежать, но Петир его ловит и превращает в вампира.
Через два месяца Ника приняли в компанию. Он также знакомит вампиров со своим другом Стью, программистом, который показывает им как пользоваться современными технологиями. Нику тяжело дается адаптация к жизни вампира, и он безрассудно рассказывает незнакомцам в барах и на улице, что он вампир. Один из них оказывается охотником на вампиров и выслеживает их. Днём он проникает в дом, и Петир погибает, попав под солнечные лучи. Вампиры, недовольные тем, что действия Ника привели к смерти Петира, изгоняют его из своей компании. Через некоторое время их приглашают на тайную вечеринку, где они встречаются с другими существами, такими, как зомби и ведьмы. На вечеринке также присутствует бывшая подруга Владислава Паула, которую он прозвал «Зверь». Ник, Стью и Джеки также приходят на вечеринку, и к недовольству Дикона выясняется, что Ник превратил Джеки в вампира. Когда Паула узнает, что Стью является человеком, то она и другие вампиры пытаются его убить. В потасовке с ними Стью проявляет находчивость и протыкает дружка Паулы осиновым колом. Вампирам и Стью удается бежать, но по пути домой они наталкиваются на группу оборотней, пытающихся приковать себя к деревьям из-за надвигающегося полнолуния, но компания их отвлекает, и вервольфы не успевают обезопаситься и начинают превращаться. Оборотни нападают на Стью, и вампиры считают, что тот погиб. Но через некоторое время Стью, превратившись в оборотня, появляется в доме вампиров в компании новых друзей, и по этому поводу устраивается празднество. Виаго же обращает в вампира постаревшую Катрин, которой уже 96 лет. Владислав опять пытается встречаться с Паулой, но вскоре расстается с ней, вспомнив, из-за чего они давно расстались.
Муж Джеки стал её фамильяром, и они вместе решают, как оборудовать дом под новую сущность женщины. Оборотни вместе со Стью пытаются смеяться над шутками их альфа-самца, Антона. Фильм заканчивается крупным планом лица Дикона, который, гипнотизируя, говорит: «Вы забудете последние полтора часа, чего вы видели. Вы забудете содержание этого фильма».

## В ролях
- Тайка Вайтити — Виаго, 379 лет
- Джемейн Клемент — Владислав, 862 года
- Джонатан Бруг — Дикон, 183 года
- Кори Гонсалес-Макуэр — Ник
- Стью Рутерфорд — Стью
- Бен Френшам — Петир, 8000 лет
- Джеки ван Бик — Джеки
- Рис Дарби — Антон
- Мадлен Сами — Морана

## Производство
Фильм основан на короткометражном фильме 2005 года «Что мы делаем в тени: Интервью с некоторыми вампирами», снятом Вайтити и Клементом, с Джонни Бругом, Кори Гонсалес-Макуэром и Стю Резерфордом в главных ролях. Экранизация была снята в Веллингтоне в сентябре 2012 года и стала первой полнометражной работой Вайтити после фильма «Мальчик».

## Критика
Фильм в основном получил положительные отзывы критиков. На сайте Rotten Tomatoes фильму присвоен рейтинг 96 % на основе 174 рецензий со средним баллом 7,9 из 10. На сайте Metacritic фильм получил оценку 75 баллов из 100 на основе рецензий 31 критика.
Кинокритик Питер Брэдшоу из The Guardian назвал фильм «лучшей комедией года». Тим Роби из The Daily Telegraph написал: «В фильме мало что можно назвать глубоким или утонченным. Но в нем есть по крайней мере одна очень забавная строчка каждую минуту».
Роб Нельсон из Variety был более критичен, написав, что «некоторым поклонникам жанра, предпочитающим глупость сатире, фильм понравится, но картина не является даже отдаленно странной или достаточно остроумной для культового бессмертия.

## Награды и номинации
- 2014 — номинация на приз «Хрустальный медведь» Берлинского кинофестиваля.
- 2014 — призы зрительских симпатий Гавайского, Варшавского и Торонтского кинофестивалей и Таллинского кинофестиваля «Тёмные ночи».
- 2014 — приз «Мария» Каталонского кинофестиваля.
- 2014 — приз жюри за лучший сценарий на Туринском кинофестивале.
- 2016 — номинация на премию «Сатурн» за лучший фильм ужасов.

## Продолжения
В январе 2016 года Вайтити объявил, что снимет спин-офф «Мы — волки», посвящённый второстепенным персонажам кинофильма. В ноябре 2017 режиссёр сообщил о планах создать сериал на основе кинокартины. В июле 2018 вышел первый сезон сериала «Паранормальный Веллингтон». Сериал является продолжением фильма, его главными героями стали незадачливые офицеры полиции «Миноуг» и «О’Лири» из оригинального фильма. Он завершился на четвёртом сезоне. Последняя серия вышла 23 марта 2022 года.
27 марта 2019 года вышел телесериал «Чем мы заняты в тени», снятый под руководством Джемейна Клемента. В сериале рассказывается о жизни нью-йоркской диаспоры вампиров. В сериале сохранена атмосфера оригинального фильма, включая мокьюментари-стилистику — за героями везде ходит съемочная группа. Сериал получил рейтинг 8,4 балла на IMDB и был продлен на второй сезон, который вышел в 2020 году.